# Utgast
Utgast ist ein Ortsteil der Gemeinde Holtgast im Landkreis Wittmund in Niedersachsen.
Die Streusiedlung liegt auf einem Geestvorsprung rund vier Kilometer westlich von Esens. Zu Utgast gehören noch die Wohnplätze Küsterei, Mimstede, Mosishütte, Pansath sowie Plaggenkroog, die zusammen eine Fläche von 760 Hektar bedecken. Insgesamt leben in Utgast etwa 350 Einwohner.

## Geschichte
Utgast ist vermutlich seit der Eisenzeit besiedelt. Während des Mittelalters bestand auf dem Gebiet der heutigen Gemarkung das Kloster Pansath, das seit 1421 ein Vorwerk des benachbarten Klosters Marienkamp bildete.
Erstmals erwähnt wird Utgast möglicherweise um 1450 als Jotgeet. Spätere Bezeichnungen sind Uthgarst (1570), Uthgast (1581–1586) sowie Uthgarste (1670). Der Name ist altfriesischen Ursprungs und bedeutet äußere (entfernte) Gaste.